# Luis Nlavo
Luis Miguel Nlavo Asué (Malabo, 9 de julio de 2001), conocido como Luis Nlavo o Luis Asué, es un futbolista ecuatoguineano que juega como delantero para el Shanghai Shenhua de la Superliga de China y para la selección de Guinea Ecuatorial. 

## Trayectoria
Se formó en el Cano Sport[cita requerida] de su país natal hasta 2019, cuando firmó por el S. C. Braga. Desde 2019 a 2024 jugó en los equipo sub-19, sub-23 y filial en los que marcó 25 goles en 89 partidos.
El 30 de enero de 2024 firmó por el Moreirense F. C. portugués por cuatro temporadas y media. Sin embargo, tras dieciocho meses, el 24 de junio de 2025, se unió al Shanghai Shenhua de la Superliga de China.

## Selección nacional
Hizo su debut internacional con la selección local de Guinea Ecuatorial el 28 de julio de 2019. Marcó en el tercer minuto de un empate 3-3 como visitante contra Chad en la clasificación para el Campeonato Africano de Naciones de 2020. Volvió a marcar en una victoria por 2-1 en el partido de vuelta de la misma eliminatoria.
En septiembre de 2019, fue convocado por primera vez a la selección absoluta de Guinea Ecuatorial para las eliminatorias de la Copa Mundial de Fútbol de 2022. Hizo su debut el 7 de septiembre de 2021 como sustitución en el minuto 85 en una victoria en casa por 1-0 contra Mauritania.
En la Copa Africana de Naciones 2021 en Camerún, fue suplente en los tres partidos de la fase de grupos y Guinea Ecuatorial alcanzó los cuartos de final. También fue elegido para la Copa Africana de Naciones 2023 en Costa de Marfil.

## Clubes
| Club             | País     | Año       |
| ---------------- | -------- | --------- |
| S. C. Braga "B"  | Portugal | 2021-2024 |
| Moreirense F. C. | Portugal | 2024-2025 |
| Shanghai Shenhua | China    | 2025-     |